# Літинський район
Лі́тинський райо́н — колишній район Вінницької області в Україні. Літинський район має площу 960 км² і населення 34 905 (01.01.2018). Адміністративний центр — смт Літин.

## Географія
Загальна площа території району становить 95983 гектари, його протяжність із заходу на схід — 43 км, з півночі на південь — 37. Найбільші річки в районі — Згар та Південний Буг.

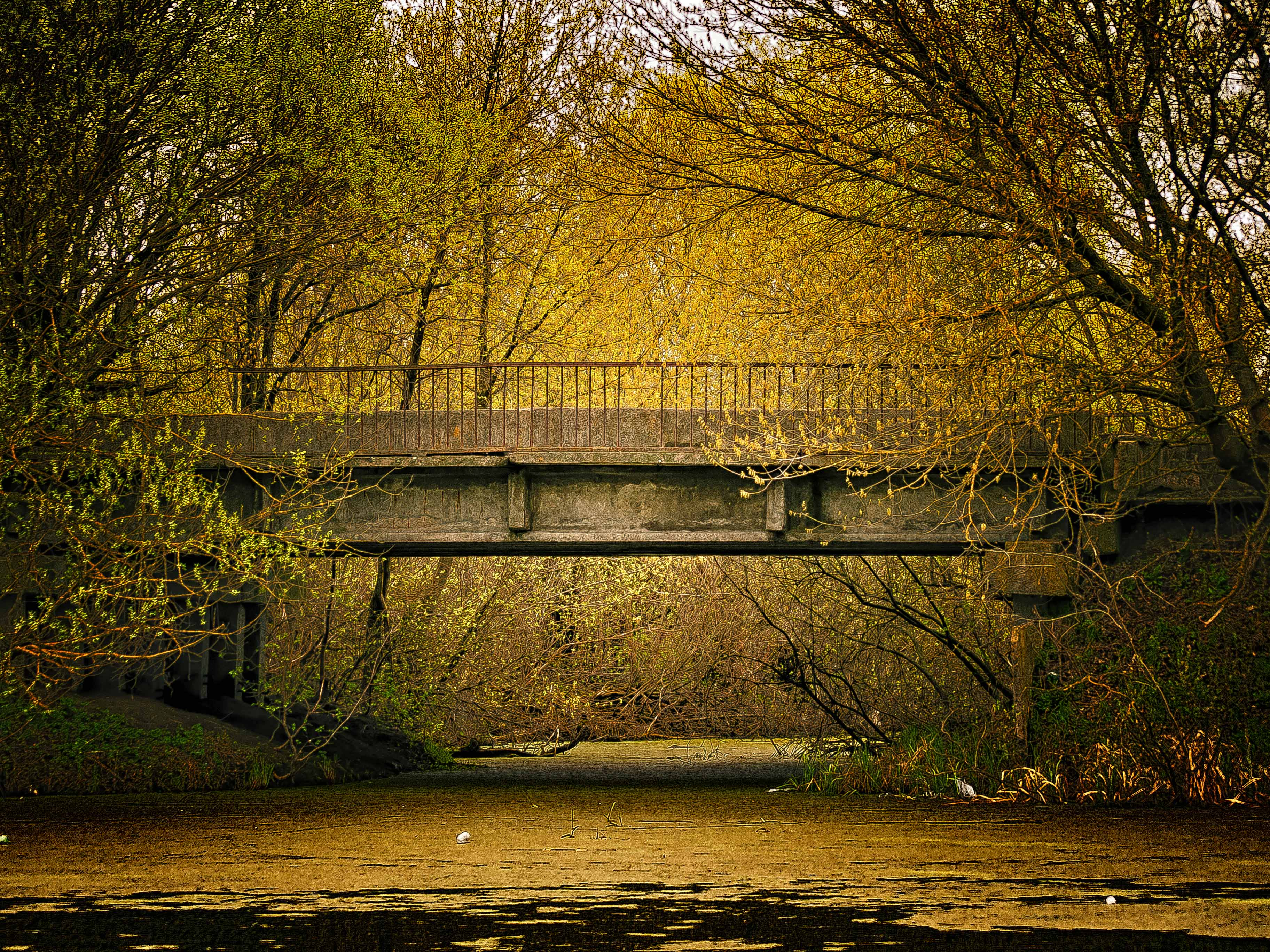
Уладівське лісництво, кв.67, поблизу с. Гущинці

Надра району мають такі корисні копалини як граніт, діорит, глина, пісок, є джерела мінеральних вод (с. Осолинка, с. Вербівка). Окрім цього розвідано незначні поклади бурого вугілля, гранату, флігопіту, мармуроподібних вапняків, каоліну, залізної руди. Третина природних запасів торфу області знаходиться в Літинському районі.
У структурі ґрунтів району переважають опідзолені ґрунти (79 %) в незначній кількості є дерно-підзолисті, чорноземи, лукові, болотисті.
Нараховується 2 заповідних урочища загальною площею 47, 8 га , 5 пам'яток природи місцевого значення, 3 заказники місцевого значення — 373 га, 1 пам'ятка загальнодержавного значення (урочище «Дубина» — 29 га), 1 заказник загальнодержавного значення («Дяківці» — 223 га).

## Історія
Вчені-археологи нараховують у районі кілька десятків стоянок древніх людей, які різняться за часом та належністю до певних культур. А саме: 14 пам'яток трипільської культури, 8 поселень епохи бронзи, 4 пам'ятки скіфського часу, 3 — черняхівської культури та 1 ранньослов'янське поселення.
31 жовтня — 1 листопада 1921 р. під час Листопадового рейду через Луку, Іванівці, Шевченка теперішнього Літинського району проліг шлях Подільської групи (командувач Михайло Палій-Сидорянський) Армії Української Народної Республіки.

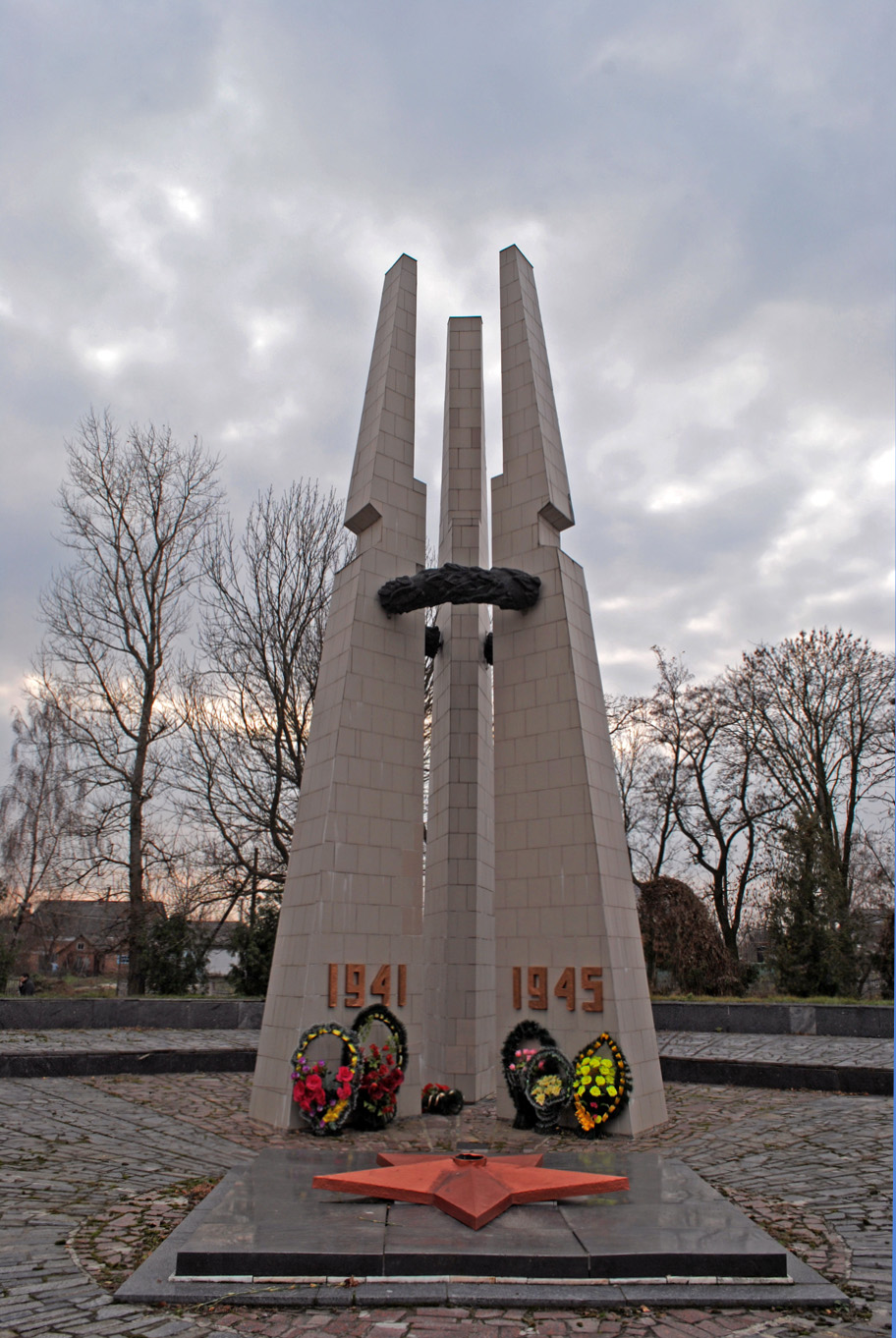
Братська могила 128 воїнів Радянської Армії, загиблих при звільненні селища Літин

Літинський район утворено 12 квітня 1923 року на базі колишніх Сосонської, Багриновецької та Кожухівської волостей колишнього Літинського повіту і віднесено до складу Вінницької округи. З 27 лютого 1932 року район входить складу Вінницької області. Був розформований 30.12.1962 р. і відновлений 08.12.1966 р.

## Адміністративний устрій
Район адміністративно-територіально поділяється на 1 селищну раду та 21 сільська рада, які об'єднують 62 населені пункти та підпорядковані Літинській районній раді. Адміністративний центр — смт Літин.
| №  | Назва                       | Центр         | Населені пункти                                                                | Площа км² | Місце за площею | Населення (2001), чол. | Місце за населенням |
| -- | --------------------------- | ------------- | ------------------------------------------------------------------------------ | --------- | --------------- | ---------------------- | ------------------- |
| 1  | Літинська селищна рада      | смт Літин     | смт Літин                                                                      |           |                 |                        |                     |
| 2  | Багриновецька сільська рада | с. Багринівці | с. Багринівці с. Гончарівка                                                    |           |                 |                        |                     |
| 3  | Бірківська сільська рада    | с. Бірків     | с. Бірків с. Залужне с. Кільянівка                                             |           |                 |                        |                     |
| 4  | Бруслинівська сільська рада | с. Бруслинів  | с. Бруслинів с. Вербівка с. Новоселиця                                         |           |                 |                        |                     |
| 5  | Горбовецька сільська рада   | с. Горбівці   | с. Горбівці с. Антонівка с. Вінниківці с. Соколівка                            |           |                 |                        |                     |
| 6  | Громадська сільська рада    | с. Громадське | с. Громадське с. Кусиківці                                                     |           |                 |                        |                     |
| 7  | Дашковецька сільська рада   | с. Дашківці   | с. Дашківці с. Іскриня с. Лукашівка                                            |           |                 |                        |                     |
| 8  | Дяковецька сільська рада    | с. Дяківці    | с. Дяківці с. Гавришівка                                                       |           |                 |                        |                     |
| 9  | Журавненська сільська рада  | с. Журавне    | с. Журавне с. Олександрівка                                                    |           |                 |                        |                     |
| 10 | Івчанська сільська рада     | с. Івча       | с. Івча с. Трибухи                                                             |           |                 |                        |                     |
| 11 | Кожухівська сільська рада   | с. Кожухів    | с. Кожухів с-ще Красносілка с. Лісне                                           |           |                 |                        |                     |
| 12 | Кулизька сільська рада      | с. Кулига     | с. Кулига с. Українка                                                          |           |                 |                        |                     |
| 13 | Літинська сільська рада     | с. Літинка    | с. Літинка с. Яблунівка                                                        |           |                 |                        |                     |
| 14 | Малинівська сільська рада   | с. Малинівка  | с. Малинівка с. Балин с. Вишенька с. Петрик                                    |           |                 |                        |                     |
| 15 | Микулинецька сільська рада  | с. Микулинці  | с. Микулинці с. Ріжок                                                          |           |                 |                        |                     |
| 16 | Осолинська сільська рада    | с. Осолинка   | с. Осолинка с. Кам'янка с. Миколаївка                                          |           |                 |                        |                     |
| 17 | Пеньківська сільська рада   | с. Пеньківка  | с. Пеньківка с. Бруслинівка с. Підлісне с. Супрунів                            |           |                 |                        |                     |
| 18 | Селищенська сільська рада   | с. Селище     | с. Селище с. Садове                                                            |           |                 |                        |                     |
| 19 | Соснівська сільська рада    | с. Сосни      | с. Сосни с. Білозірка с. Городище с. Літинські Хутори                          |           |                 |                        |                     |
| 20 | Тесівська сільська рад      | с. Теси       | с. Теси с. Іванівці с. Лука с. Осічок                                          |           |                 |                        |                     |
| 21 | Уладівська сільська рада    | с. Уладівка   | с. Уладівка с. Іванопіль с. Майдан-Бобрик с-ще Матяшівка с. Пиківська Слобідка |           |                 |                        |                     |
| 22 | Шевченківська сільська рада | с. Шевченка   | с. Шевченка с. Лисогірка с. Медведівка                                         |           |                 |                        |                     |

Скорочення: м. — місто, с. — село, смт — селище міського типу, с-ще — селище

## Економіка
На території району працює 6 промислових підприємств: ВАТ «Літинський молочний завод», ТОВ агрофірма «Вікторія», ДП «Уладівський спиртовий завод», ВК-123, ТОВ «Літинський цегельний завод», ТОВ «Літинський м'ясокомбінат». Розпочало роботу ТОВ видавництво «Поділля» (друкарська справа), ПФ «Маріо» (сантехнічні вироби).
Основним напрямком району є сільське господарство. Загальна площа району становить 95983 га, в тому числі сільськогосподарські угіддя — 66698 га, із них: рілля −50979 га, сінокоси — 3716 га, пасовища — 10377 га, багаторічні насадження — 1626 га. На території району функціонує 15 основних сільськогосподарських підприємств, діє 38 фермерських господарств, які спеціалізуються на вирощуванні зернових культур та цукрових буряків, хмелярстві, садівництві, вирощуванні ВРХ та виробництві молока.

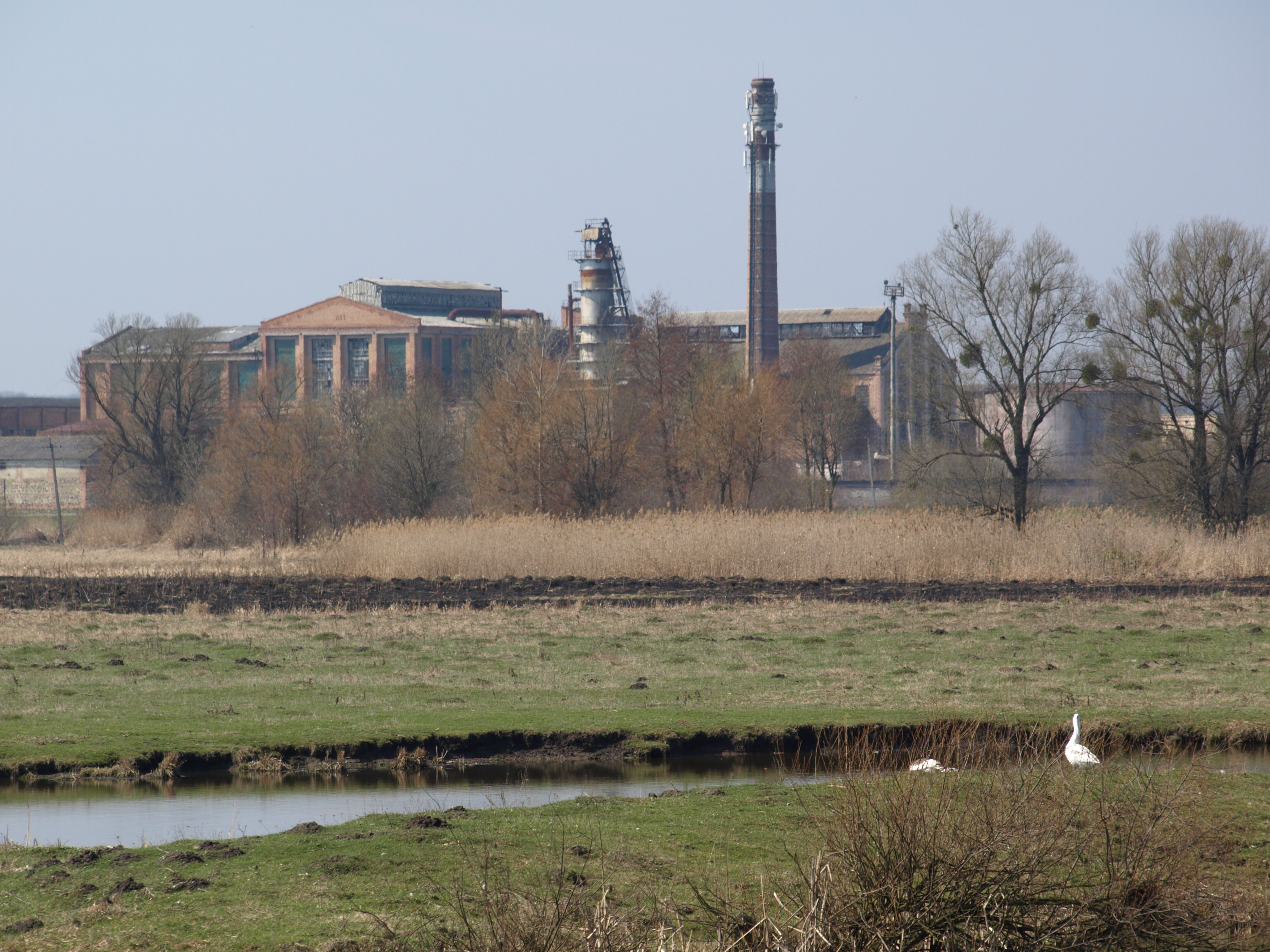
Цукровий завод, Уладівка

Швидкими темпами розвивається підприємництво. У районі нараховується 78 підприємств малого бізнесу. На податковому обліку знаходиться 1306 підприємців — фізичних осіб.
Будівельна галузь району представлена такими організаціями: Райавтодор (будівництво та ремонт доріг), МКП «Газмонтаж» (будівництво газових мереж), Підприємство «Сільсервіс» (будівництво та обслуговування будинків в сільській місцевості), КП «Рембудмонтаж» (будівельні та ремонтні роботи будинків, реалізація будматеріалів), ТОВ «Атлант» (різноманітні будівельні, ремонтні роботи, реалізація будматеріалів).

## Транспорт
По території району проходить автошлях міжнародного значення E50 (Умань — Краківець) (через смт Літин), а також автодороги Р31, Т 0214, Т 0219 та Т 0610 (Любар — Нова Ушиця та Любар — Могилів-Подільський). Північну частину району перетинає залізниця, на якій розташована станція Уладівка (протяжність — 9 км).

## Населення
Розподіл населення за віком та статтю (2001)
| Стать | Всього | До 15 років | 15-24 | 25-44 | 45-64 | 65-85 | Понад 85 |
| --- | ------ | ----------- | ----- | ----- | ----- | ----- | -------- |
| Чоловіки | 18 971 | 3797        | 2280  | 5502  | 4646  | 2646  | 100      |
| Жінки | 23 278 | 3596        | 2204  | 5286  | 5894  | 5840  | 458      |
| \| Статево-вікова піраміда \| Статево-вікова піраміда \| Статево-вікова піраміда \| \| ----------------------- \| ----------------------- \| ----------------------- \| \| Чоловіки \| Вік \| Жінки \| \| 100 \| 85 + \| 458 \| \| 183 \| 80-84 \| 691 \| \| 548 \| 75-79 \| 1687 \| \| 944 \| 70-74 \| 1896 \| \| 971 \| 65-69 \| 1566 \| \| 1412 \| 60-64 \| 2077 \| \| 886 \| 55-59 \| 1206 \| \| 1160 \| 50-54 \| 1365 \| \| 1188 \| 45-49 \| 1246 \| \| 1427 \| 40-44 \| 1415 \| \| 1358 \| 35-39 \| 1273 \| \| 1373 \| 30-34 \| 1307 \| \| 1344 \| 25-29 \| 1291 \| \| 1106 \| 20-24 \| 1103 \| \| 1174 \| 15-20 \| 1101 \| \| 1497 \| 10-14 \| 1428 \| \| 1300 \| 5-9 \| 1233 \| \| 1000 \| 0-4 \| 935 \| |        |             |       |       |       |       |          |
| Статево-вікова піраміда |        |             |       |       |       |       |          |
| Чоловіки | Вік    | Жінки       |       |       |       |       |          |
| 100 | 85 +   | 458         |       |       |       |       |          |
| 183 | 80-84  | 691         |       |       |       |       |          |
| 548 | 75-79  | 1687        |       |       |       |       |          |
| 944 | 70-74  | 1896        |       |       |       |       |          |
| 971 | 65-69  | 1566        |       |       |       |       |          |
| 1412 | 60-64  | 2077        |       |       |       |       |          |
| 886 | 55-59  | 1206        |       |       |       |       |          |
| 1160 | 50-54  | 1365        |       |       |       |       |          |
| 1188 | 45-49  | 1246        |       |       |       |       |          |
| 1427 | 40-44  | 1415        |       |       |       |       |          |
| 1358 | 35-39  | 1273        |       |       |       |       |          |
| 1373 | 30-34  | 1307        |       |       |       |       |          |
| 1344 | 25-29  | 1291        |       |       |       |       |          |
| 1106 | 20-24  | 1103        |       |       |       |       |          |
| 1174 | 15-20  | 1101        |       |       |       |       |          |
| 1497 | 10-14  | 1428        |       |       |       |       |          |
| 1300 | 5-9    | 1233        |       |       |       |       |          |
| 1000 | 0-4    | 935         |       |       |       |       |          |

Національний склад населення за даними перепису 2001 року:
| Національність | Кількість осіб | Відсоток |
| -------------- | -------------- | -------- |
| українці       | 41383          | 97,94 %  |
| росіяни        | 654            | 1,55 %   |
| поляки         | 48             | 0,11 %   |
| молдовани      | 46             | 0,11 %   |
| білоруси       | 34             | 0,08 %   |
| інші           | 87             | 0,21 %   |

Мовний склад населення за даними перепису 2001 року:
| Мова       | Кількість осіб | Відсоток |
| ---------- | -------------- | -------- |
| українська | 41620          | 98,50 %  |
| російська  | 570            | 1,35 %   |
| молдовська | 18             | 0,04 %   |
| білоруська | 18             | 0,04 %   |
| вірменська | 14             | 0,03 %   |
| інші       | 12             | 0,03 %   |

На території проживає 36 857 жителів (на 1.07.2012).

## Політика
25 травня 2014 року відбулися Президентські вибори України. У межах Літинського району були створені 64 виборчі дільниці. Явка на виборах складала - 74,33% (проголосували 22 598 із 30 403 виборців). Найбільшу кількість голосів отримав Петро Порошенко - 69,86% (15 787 виборців); Юлія Тимошенко - 15,59% (3 523 виборців), Олег Ляшко - 4,69% (1 060 виборців), Анатолій Гриценко - 3,27% (738 виборців). Решта кандидатів набрали меншу кількість голосів. Кількість недійсних або зіпсованих бюлетенів - 0,87%.

## Соціально-культурна сфера
На території району діє 20 загальноосвітніх шкіл І-ІІІ ступенів, 8 шкіл І-ІІ ступенів, 9 шкіл І ступеня, 2 навчально — виховних комплекси (1- І та 1- І-ІІ ступенів), дитячо-юнацька спортивна школа, школа мистецтв, в яких навчається близько 6 тис. учнів, дитячий оздоровчий табір «Казкова долина», 15 дошкільних навчальних закладів.
Літинське районне територіальне медичне об'єднання налічує 46 фельдшерсько-акушерських пунктів, 5 лікарських амбулаторій, 3 сільські дільничні лікарні та центральну районну лікарню. Мережа лікарняних закладів району нараховує 235 ліжок. Поліклінічні заклади мають потужність 520 відвідувачів в зміну. Забезпеченість населення лікарнями на 10 тисяч чоловік становить 57,1 ліжок, а поліклінічними закладами 80,2 відвідувачів на зміну.
У районі діє також 35 клубних установ. з них — 5 сільських та 1 районний будинок культури, 43 бібліотеки, в тому числі центральна районна та дитяча бібліотеки, Літинський краєзнавчий музей ім. Устима Кармалюка, музей ім.. Стельмаха, районний кінотеатр. В райцентрі розташований парк культури і відпочинку.
Нараховується 28 громадських організацій, досить активно працюють:  Подільський народний університет Культури, районна організація «Чорнобиль», районна організація ветеранів України, районна рада жінок, спілка інвалідів війни та Збройних сил України, організація «Союз жінок — трудівниць», «За майбутнє дітей України».
Зареєстровано 68 районних організацій політичних партій. Активно функціонують партії: «Батьківщина», Соціалістична партія України, Народний союз «Наша України», Комуністична партія України та "Громадянська позиція".

## Релігія

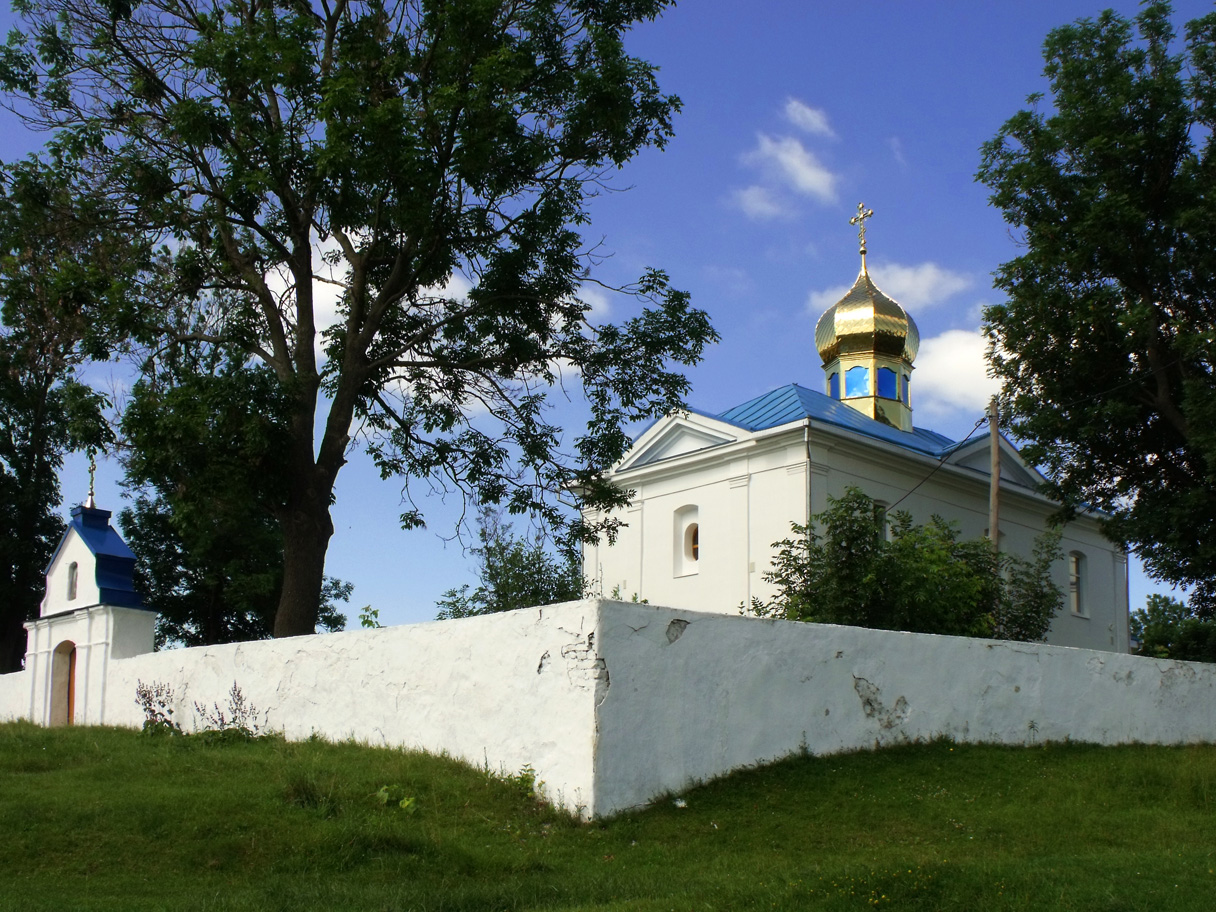
Комплекс споруд церкви Різдва Богородиці, Журавне

Діє 78 релігійних громад, з них: 39 громад Української православної церкви Московського патріархату, 19 громад Української православної церкви Київського патріархату, 5 громад християн євангельської віри, 5 громад Адвентистів сьомого дня, 7 громад Євангельських християн баптистів, 1 громада Римо-католицької церкви та Російської старообрядової церкви, 1 церква Воскреслого Христа.

## Пам'ятки
Вчені-археологи нараховують у районі кілька десятків стоянок древніх людей, які різняться за часом та належністю до певних культур. А саме: 14 пам'яток трипільської культури, 8 поселень епохи бронзи, 4 пам'ятки скіфського часу, 3 — черняхівської культури та 1 ранньослов'янське поселення.
Пам'ятниками архітектури у районі є Журавненська церква (XVIII ст.) та залишки Літинської тюрми — фортеці (1805 рік), у якій ув'язнювався Устим Кармалюк.
- Пам'ятки архітектури Літинського району
- Пам'ятки монументального мистецтва Літинського району
- Пам'ятки історії Літинського району
- Пам'ятки археології Літинського району

## Персоналії
- Модест (Стрільбицький) (1823–1902) — духовний письменник, магістр Київської духовної академії, архієпископ Волинський та Житомирський.
- Богдан Шишковський (1873–1931) — польський фізик, хімік, член Польської академії наук (1929).
- Станіслав Струмилін (1877–1974) — учений у галузі економіки, статистики, управління народним господарством, демографічного прогнозування, економічної історії.
- Яків Гальчевський (1894–1943) — військовий діяч, активний учасник повстанського руху в Україні, громадський діяч, вчитель, письменник; штабс-капітан російської армії (літо 1917), сотник Армії УНР, майор Війська Польського.
- Михайло Стельмах (1912–1983) — український письменник, драматург, фольклорист.